# Mistrzostwa Polski w Badmintonie 2019
55. Mistrzostwa Polski w badmintonie odbyły się w Gnieźnie w dniach 31 stycznia - 3 lutego 2019 roku w Hali GOSiR.

## Medaliści mistrzostw
| Konkurencja:            | Złoto:                                                                            | Srebro:                                                                                     | Brąz: |
| gra pojedyncza mężczyzn | Adrian Dziółko (UKS Hubal Białystok)                                              | Michał Rogalski (UKS Hubal Białystok)                                                       | Mateusz Dubowski (UKS Hubal Białystok) Maciej Poulakowski (SKB Litpol-Malow Suwałki)                                                                            |
| gra pojedyncza kobiet   | Kamila Augustyn (SKB Litpol-Malow Suwałki)                                        | Wiktoria Dąbczyńska (MKS Orlicz Suchedniów)                                                 | Joanna Rudna (-) Karolina Władzińska (-) |
| gra podwójna mężczyzn   | Adam Cwalina (SKB Litpol-Malow Suwałki) Miłosz Bochat (MLKS Solec Kujawski)       | Michał Łogosz (SKB Litpol-Malow Suwałki) Przemysław Wacha (LKS Technik Głubczyce)           | Paweł Pietryja (UKS Plesbad Pszczyna) Jan Rudziński (AZS AGH Kraków) Jacek Kołumbajew (AZS UM Łódź) Piotr Wasiluk (OSSM-SMS Białystok)                          |
| gra podwójna kobiet     | Agnieszka Wojtkowska (UKS Hubal Białystok) Aneta Wojtkowska (UKS Hubal Białystok) | Wiktoria Dąbczyńska (MKS Orlicz Suchedniów) Aleksandra Goszczyńska (UKSB Milenium Warszawa) | Paulina Hankiewicz (ABRM Warszawa) Dominika Kwaśnik (UKS Feniks Kędzierzyn-Koźle) Kornelia Marczak (UKS Plesbad Pszczyna) Magdalena Świerczyńska (UKS Baranowo) |
| gra mieszana            | Paweł Pietryja (UKS Plesbad Pszczyna) Agnieszka Wojtkowska (UKS Hubal Białystok)  | Paweł Śmiłowski (UKS Hubal Białystok) Magdalena Świerczyńska (UKS Baranowo)                 | Adrian Dziółko (UKS Hubal Białystok) Aneta Wojtkowska (UKS Hubal Białystok) Robert Cybulski (-) Wiktoria Adamek (OSSM SMS Białystok)                            |